# Histoire de la côte française des Somalis pendant la Seconde Guerre mondiale

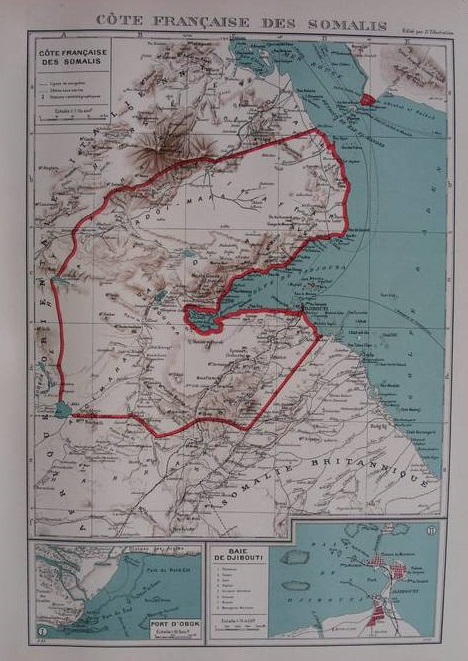
Carte de la Côte française des Somalis, de nos jours Djibouti. Le blocus britannique brisait la communication maritime entre Djibouti, la capitale du territoire, et Obock situé sur la rive opposée du golfe de Tadjourah.

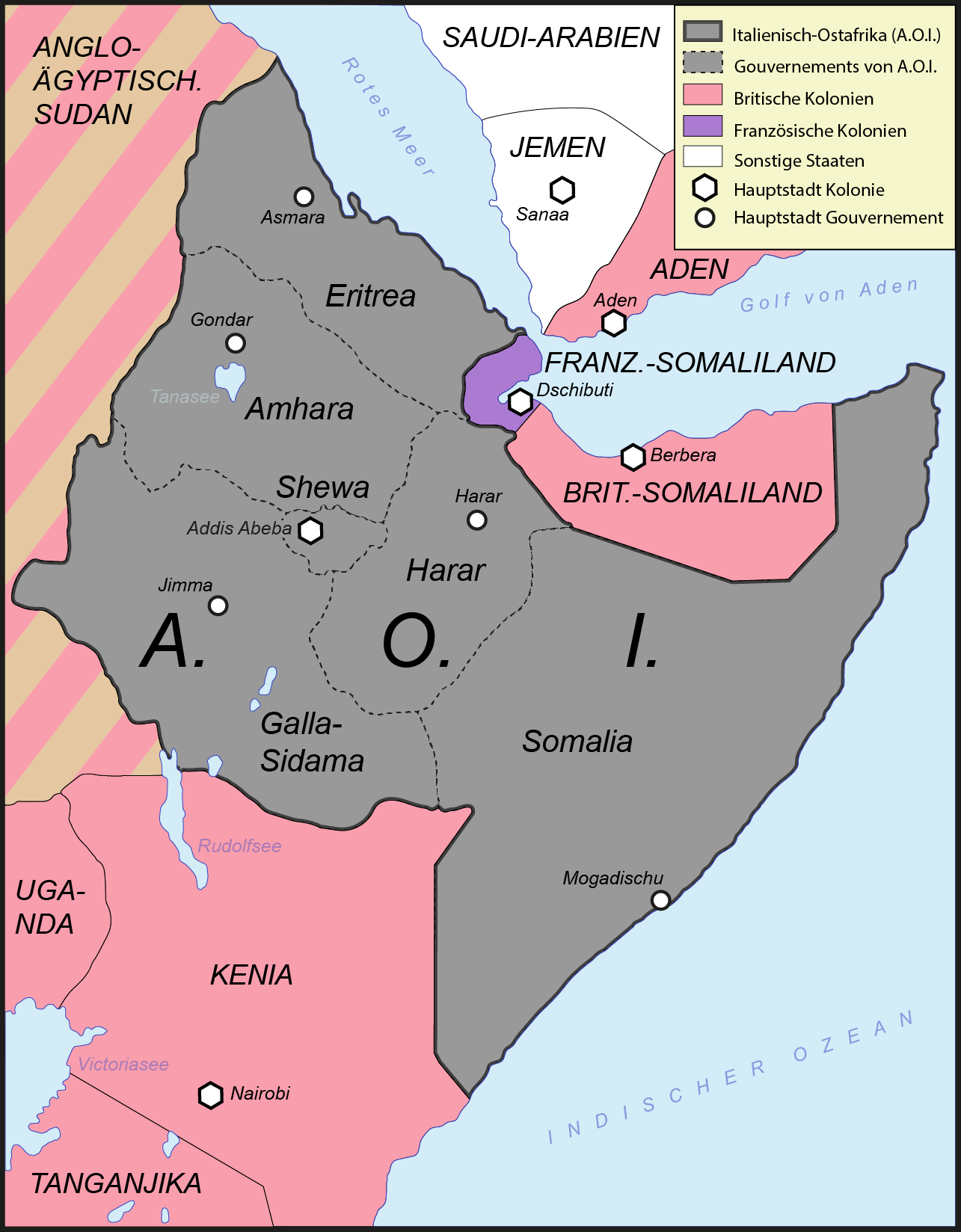
Afrique orientale italienne en 1936.

L'histoire de la Côte française des Somalis pendant la Seconde Guerre mondiale est marquée par des escarmouches mineures qui ont principalement lieu entre juin et juillet 1940. Après la capitulation française face à l'Allemagne nazie le 25 juin 1940, cette colonie française d'Afrique, plus tard devenue indépendante sous le nom de Djibouti, connaît une brève période d'incertitude politique jusqu'à ce qu'un gouverneur fidèle au gouvernement de Vichy en prenne la tête le 25 juillet.
Djibouti est la dernière possession française en Afrique à rester fidèle à Vichy, ne se rendant aux Forces françaises libres que le 26 décembre 1942. Pierre Nouailhetas dirige le territoire pendant la majeure partie de la période vichyste. En réponse aux bombardements aériens effectués par les Britanniques, il instaure des mesures très strictes de contrôle des populations européenne et locale. Il est finalement rappelé et contraint de prendre sa retraite.
À partir de septembre 1940, la colonie est placée sous le blocus des Alliés et beaucoup d'habitants s'enfuient vers la Somalie britannique voisine. À la libération du territoire, plusieurs gouverneurs se succèdent à sa tête et le redressement du territoire après les privations de 1940-1942 ne fait que s'amorcer lorsque la guerre prend fin en 1945.

## Contexte

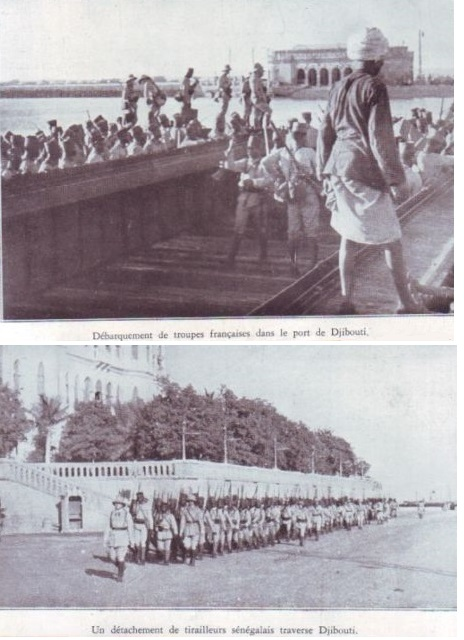
Débarquement de troupes françaises à Djibouti en 1935

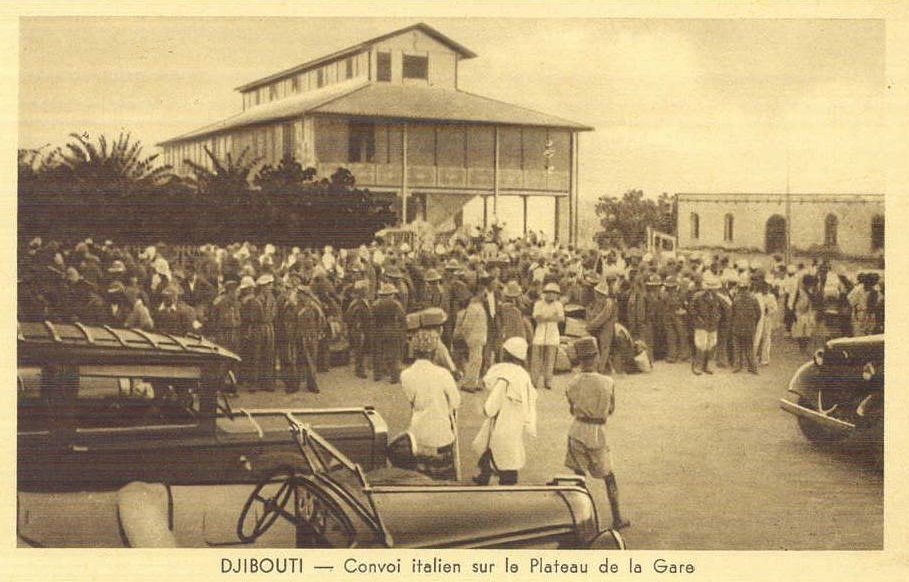
Convoi de ravitaillement italien à Djibouti, c. 1936-1938.

En 1934-1935, des tensions italo-éthiopiennes secouent la Corne de l'Afrique, tandis qu'en Europe le réarmement allemand inquiète le gouvernement français. La France, qui cherche à s'assurer un soutien de l'Italie contre l'Allemagne en cas de guerre accepte de céder dans le cadre de l'Accord franco-italien de Rome du 7 janvier 1935 plusieurs terres coloniales, dont un petit territoire situé au nord de la Côte française des Somalis qui doit revenir à l'Érythrée italienne. Ce traité n'est cependant pas ratifié par l'Italie et, bien que certains préparatifs aient lieu pour transférer le territoire en question, rien n'est effectif lors du déclenchement de la guerre en 1940.
En 1935, l’Italie envahit l’Éthiopie et le gouvernement français accorde une attention accrue à la défense de la Côte des Somalis, créant le régiment de tirailleurs sénégalais de la Côte française des Somalis. En janvier 1938, des troupes italiennes campent dans la plaine de Hanlé  en territoire français. L'Italie affirme que le territoire se situe du côté éthiopien de la frontière, en vertu du traité franco-éthiopien de 1897. Le ministre français des Colonies, Georges Mandel, et le commandant en chef de Djibouti, Paul Legentilhomme, répliquent par un renforcement très significatif des forces de défense de la colonie. Quinze mille soldats y sont stationnés et des postes sont établis à Afambo, Mousa Alli et même derrière les lignes italiennes. Les fortifications sont considérablement renforcées avec du béton.
En octobre 1938, à la suite des accords de Munich, l'Italie exige de la France des concessions, dont un port franc à Djibouti et le contrôle du chemin de fer Djibouti-Addis-Abeba. Les Français rejettent ces demandes, estimant que la véritable intention de l'Italie est de prendre possession de la colonie. Le 30 novembre, à la suite de manifestations anti-françaises à Rome, le ministre italien des Affaires étrangères, Galeazzo Ciano, exige la cession de la Côte des Somalis à l'Italie. Alors qu'il s'exprime à la Chambre des députés sur les « aspirations naturelles du peuple italien », des clameurs lui répondent : « Nice ! Corse ! Savoie ! Tunisie ! Djibouti ! Malte ! » 
Le 18 décembre 1938, une contre-manifestation se déroule à Djibouti au cours de laquelle une foule nombreuse se rassemble au centre-ville, brandissant le drapeau français et criant des slogans pro-français. Pendant ce temps, les Italiens édifient une série de petits postes (Abba, Dagguirou, Gouma, etc.) du côté français de la frontière occidentale de la colonie, affirmant fin de 1939 que cette zone a toujours fait partie de l'Éthiopie. En avril 1940, ils déclarent que les Français ont construit un poste à Afambo en territoire italien, bien qu'il n'y ait pas de trace d'un poste en ce lieu avant que les Italiens n'en construisent un en octobre 1940. 

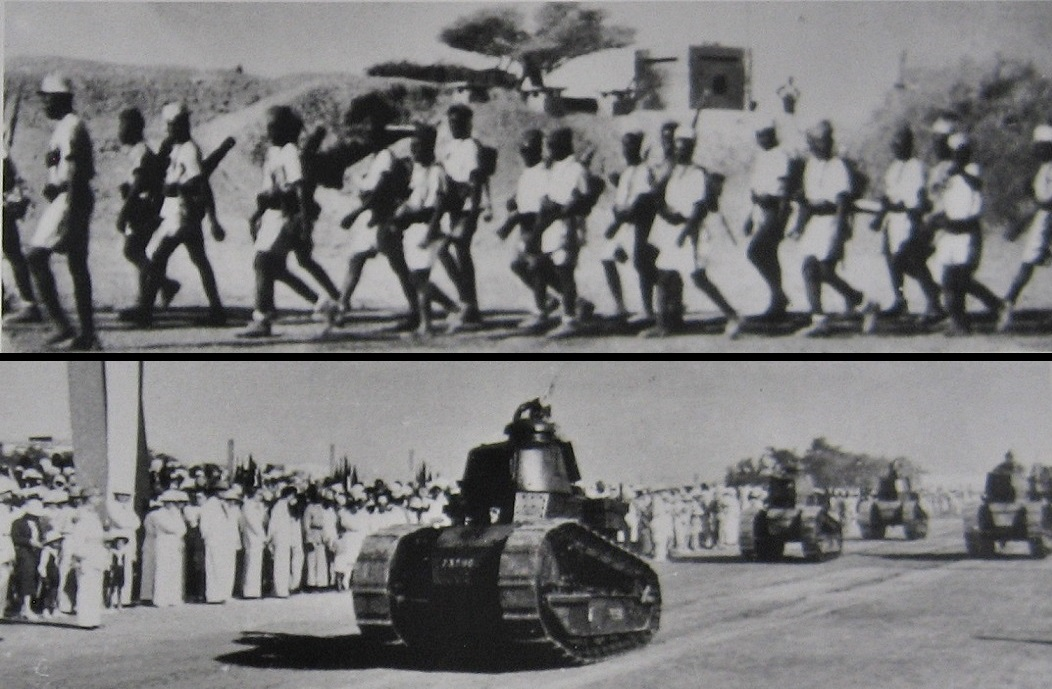
Préparations militaires françaises en 1938-1939

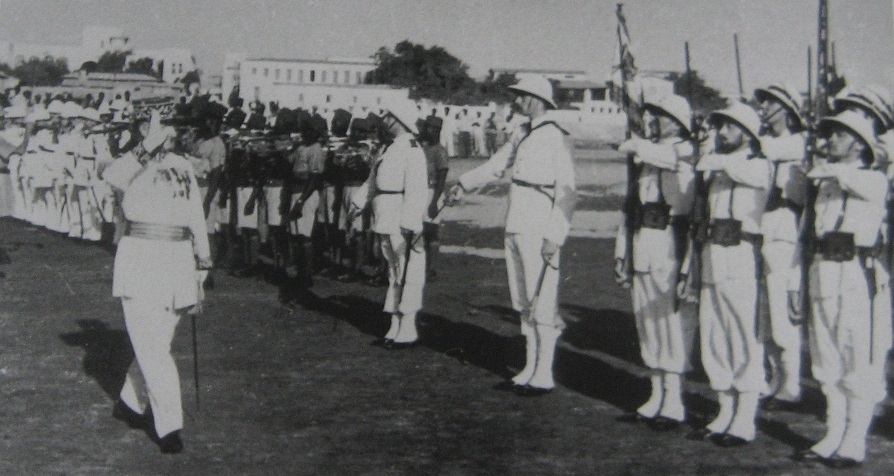
Legentilhomme passant en revue les troupes, c. 1939

En janvier 1940, le vice-roi italien et commandant en chef en Afrique orientale, le prince Amédée, duc d'Aoste, soumet à Rome une proposition d'invasion « surprise » de la Côte française des Somalis avec seize bataillons motorisés, une force de 6 000 Oromos et 6 000 hommes de la tribu Danakil se trouvant déjà à proximité de la frontière. Le plan fuite rapidement et le général Guglielmo Nasi est remplacé au poste de gouverneur de Harar par un civil, Enrico Cerulli. La « horde danakil » continue à surveiller la frontière. 
À la veille de la Guerre mondiale, Fauque de Jonquières, commandant de bataillon, est responsable du service de renseignement local, qui constitue une branche de la Section d’études militaires (SEM), le deuxième bureau de Marseille. Après la conquête italienne de l’Éthiopie, il fournit des fonds, des armes, des conseillers, du matériel de propagande et un refuge à la résistance éthiopienne . Un officier de réserve français, P. R. Monnier, est tué au cours d'une mission secrète en Éthiopie en novembre 1939. Bien que la Somalie britannique borde au sud la colonie française et que tous deux soient entourés par l'Afrique de l'Est italienne, aucune coordination militaire entre les deux colonies n'a lieu avant une réunion qui se tient à Aden en juin 1939. Les 8–13 janvier 1940, une seconde conférence se déroule à Djibouti, où il est décidé de former une « Légion éthiopienne » au Soudan anglo-égyptien, mais de ne pas l'utiliser sans déclaration de guerre italienne préalable. Le général britannique Archibald Wavell, commandant en chef britannique du Middle East Command, donne son accord pour que le général Legentilhomme dirige les forces militaires des Somalies françaises et britanniques dans la perspective d'une déclaration de guerre de l'Italie.

## Guerre avec l'Italie et armistice

### Combats du 10 au 25 juin
La déclaration de guerre de l'Italie à la France et à la Grande-Bretagne intervient le 10 juin 1940. Le lendemain, le 11 juin, Legentilhomme est nommé commandant suprême de l'ensemble des forces alliées positionnées dans le théâtre d'opérations dit du Somaliland. À Djibouti, il dispose d'une garnison de sept bataillons d’infanterie de Sénégalais et de Somalis, de trois batteries de canons de campagne, quatre batteries de canons anti-aériens, une compagnie de chars légers, quatre compagnies de miliciens et d'irréguliers, deux pelotons de méharistes et un ensemble d'aéronefs. 
Les Alliés se trouvant en infériorité numérique, à 9 000 contre 40 000 le long de la frontière de la colonie, aucune action offensive n'est envisagée, bien que Legentilhomme ait reçu le 11 juin la consigne de résister « jusqu'au bout ». L'intention des Alliés est d'immobiliser les Italiens tout en attisant la révolte éthiopienne,.
Les Italiens entreprennent des actions offensives à partir du 18 juin. Depuis le gouvernorat de Harrar, des troupes placées sous le commandement du général Guglielmo Nasi attaquent le fort d’Ali-Sabieh au sud et celui de Dadda'to au nord. Des escarmouches se produisent aussi dans la région de Dagguirou et autour des lacs Abbe et Ally. Près d'Ali-Sabieh, il y a quelques escarmouches le long du chemin de fer Djibouti-Addis-Abeba. Au cours de la première semaine de guerre, la marine italienne envoie les sous-marins Torricelli et Perla patrouiller les eaux territoriales françaises dans le golfe de Tadjourah, devant les ports de Djibouti, Tadjourah et Obock. À la fin du mois de juin, les Italiens ont également occupé les fortifications de Magdoul, Daimoli, Balambolta, Birt Eyla, Asmailo, Tewo, Abba, Alailou, Madda et Rahale. 
Le 17 juin, des appareils italiens Meridionali Ro.37bis partent en reconnaissance dans l'espace aérien de Djibouti. Ils repèrent cinq ou six navires de guerre dans le port et une vingtaine d’avions sur un aérodrome situé à proximité. Ce même jour, les Français évacuent les avant-postes éloignés de Dadda'to et de Douméra à la frontière, mais les réoccupent peu après. Le 21 juin, onze Caproni Ca.133 (en) bombardent Djibouti lors du plus important raid de la brève guerre que connaît la colonie. Les tirs de la défense antiaérienne sont nourris et deux avions italiens ne parviennent pas à rentrer à bon port, mais des incendies et des explosions sont constatés à Djibouti. La nuit, plusieurs vagues de bombardiers Savoia-Marchetti SM.81 attaquent les installations portuaires. Le 22 juin, les Italiens suspectent les Britanniques d'essayer d'établir une base avancée à Djibouti. Cinq avions de type Ro.37bis, quatre CR.42 et un CR.32 basés à Dire Dawa mitraillent l'aérodrome de Djibouti. Un pilote italien a décrit cette attaque dans son journal: « La défense anti-aérienne est très faible… Nous faisons un autre tour pour voir si l'un des chasseurs français aura le courage de décoller. Pas un ! »   Des avions de reconnaissance français Potez 25 TOE bombardent des installations italiennes à Dewele en représailles . 

### Armistice du 24 juin 1940
L'appel du 18 juin lancé par le général Charles de Gaulle aux officiers et soldats français, afin qu’ils refusent l’armistice franco-italien imminent, n'est pas suivi par la plupart des officiers de Djibouti. Seul Legentilhomme se montre favorable à un basculement en faveur de la France libre. Le 25 juin 1940, l'armistice franco-italien entre en vigueur, mettant fin à la guerre entre l'Italie et la France. La convention stipule que « tant que dureront les hostilités entre l'Italie et l'Empire britannique [...] la colonie de la côte française des Somalis sera démilitarisée en entier » et octroie à l'Italie « le droit entier et permanent, pendant la durée de l'armistice, d'utiliser le port et les installations portuaires de Djibouti et la voie ferrée Djibouti-Addis-Abeba, sur le parcours français, pour des transports de quelque nature que ce soit » (article 3). Les « armes mobiles et les munitions correspondantes » doivent être déposées dans un délai de quinze jours (article 5). Le processus de désarmement et de démobilisation des troupes françaises (article 9) ainsi que les conditions dans lesquelles devront s'effectuer les communications radio entre la colonie et sa métropole sont laissées à l'appréciation de la commission italienne d'armistice. Legentilhomme temporise l'application des termes de l'armistice, puisqu'il a perdu contact avec le gouvernement en France. Le 28 juin, lorsque les Italiens lui demandent de respecter certaines clauses, il nie en avoir connaissance.

### Combats après l'armistice

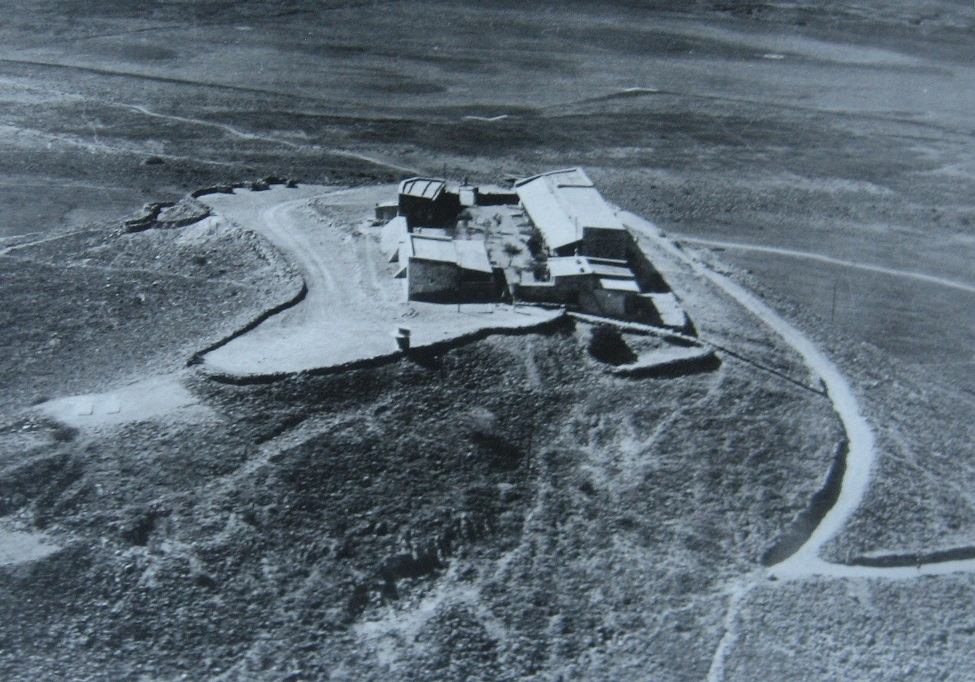
Fort français de Ali-Sabieh, surplombant la voie ferrée, c. 1940

Entre le 1er et le 10 juillet, plusieurs affrontements avec les Italiens ont lieu dans la plaine de Hanlé, à Ali-Sabieh et le long de la voie ferrée. La région frontalière de la colonie française est occupée par les troupes italiennes. Sous la pression britannique croissante, ils se retirent de Hanlé à partir d'octobre 1940 et de Dagguirou en avril 1941, au retour des Français. Le 10 juillet, après que  le gouvernement a appris que l'armistice n'est pas encore mis en œuvre à Djibouti, le maréchal Pétain envoie le général Gaëtan Germain en tant que son représentant personnel pour régulariser la situation. Germain arrive à Asmara en Érythrée italienne le 14 juillet. Le 19 juillet, le conseil d'administration de la colonie française décide à l'unanimité, à l'exception de Legentilhomme, de rester fidèle au Régime de Vichy. Germain négocie ensuite la démission de Legentilhomme et  convainc la commission d'armistice en cours de constitution, qu'il est peu avisé et peu pratique de démilitariser la Côte française des Somalis, dans laquelle environ 8 000 soldats (avec leurs chars et avions) restent ainsi mobilisés. Les troupes françaises présentes en Somalie britannique se retirent. Le 23 juillet, Germain succède à Legentilhomme en tant que commandant en chef des forces françaises. Le même jour, le gouverneur Hubert Deschamps est démis de ses fonctions pour son refus d'expulser le consul britannique, avec lequel il était parvenu à un accord afin de fournir de la nourriture à la colonie. Germain lui succède, devenant ainsi la plus haute autorité civile et militaire de la colonie. Il entre à Djibouti le 25 juillet. La colonie cesse d'être un théâtre d'opérations le 28 juillet. 

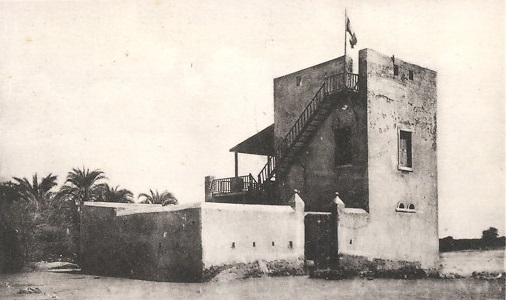
Fort français à Loyada, occupé par les Italiens en août 1940

Le 2 août, Legentilhomme et deux officiers, les capitaines Appert et des Essarts refusent l'offre de rapatriement à bord d'un avion italien et font défection chez les Britanniques,. Ils arrivent à Aden au Yémen le 5 août. Le chef d’état-major italien, Pietro Badoglio, ordonne qu'on les fusille s'ils venaient à tomber entre les mains des Italiens conformément aux dispositions du paragraphe 14 de la convention d’armistice définissant quiconque quittera le territoire français pour se battre contre l’Italie comme franc-tireur. Les négociations à Dewele sur la mise en œuvre locale de l'armistice ne s'achèvent finalement que le 8 août. Dans une note rédigée ce jour-là, de nos jours consultable aux Archives nationales d'outre-mer, l'administrateur colonial Edouard Chedeville déclare que les Italiens « ont pris de force nos postes à Dadda'to et Balambolta et en ont occupé certains autres après que nous les ayons évacués, notamment Dagguirou et Agna dans le Hanlé, Hadela au nord du lac Abbé et peut-être aussi Alailou ». 
Pendant la période de flottement à Djibouti, le duc d'Aoste propose qu'une attaque soit menée contre la Somalie britannique afin de couper la colonie française d'un soutien britannique. Benito Mussolini donne son feu vert pour la campagne le 19 juillet, mais la situation à Djibouti change rapidement en faveur de l'Italie par la suite. La 17e brigade coloniale du colonel Agosti occupe le fort français de Loyada à la frontière avec la Somalie britannique début août. Lorsque la conquête italienne du Somaliland britannique commence le 3 août, les forces italiennes positionnées à Loyada à Djibouti font route vers  Zeila, en Somalie britannique, qu'elles prennent le 5 août. Le territoire français est désormais entièrement entouré de terres sous contrôle italien. Vichy réussit à continuer à approvisionner sa colonie grâce à des sous-marins basés à Madagascar. Un contact direct avec la métropole est maintenu par avion grâce à des vols transitant par la Grèce et poursuivant généralement jusqu'à Madagascar.

## Sous la férule du gouverneur Nouailhetas
Le 18 septembre 1940, la Royal Navy établit un blocus de la Côte française des Somalis avec des navires basés à Aden ce qui a pour effet de diviser la colonie, empêchant les communications maritimes entre le port de Djibouti et celui d'Obock. Ce même mois, Pétain remplace le gouverneur Germain par Pierre Nouailhetas, un officier de la Marine. Le 25 septembre, les Britanniques procèdent à un bombardement aérien de Djibouti ce qui pousse Nouailhetas à instaurer des mesures répressives brutales. Des Européens soupçonnés d'être en contact avec l'ennemi sont internés à Obock, tandis que 45 autres sont condamnés à mort ou aux travaux forcés, la plupart par contumace. En mai 1941, six Africains sont fusillés sans procès à titre d'exemple aux déserteurs potentiels. Le régime de Nouailhetas est si brutal que les autorités vichystes de la métropole pourtant autoritaires lui retirent leur soutien : en septembre 1942, il est rappelé et mis à la retraite sans pension. 
Au cours de la dernière semaine de novembre 1940, De Gaulle et le Premier ministre britannique Winston Churchill se rencontrent à Londres pour discuter d'une opération visant à prendre Djibouti. La proposition de De Gaulle, baptisée Opération Marie, prévoit que trois bataillons français libres, dont des légionnaires, placés sous le commandement de Legentilhomme, s’établiront près de la frontière de la colonie afin d'y diffuser de la propagande progaulliste de sorte à justifier les agissements britanniques lors de l'Attaque de Mers el-Kébir, la Bataille de Dakar et la Campagne de Syrie. La Royal Navy est chargée du transport de ces troupes françaises libres en Afrique de l'Est,. Le plan français est approuvé avec enthousiasme par Churchill, mais sa mise en œuvre est repoussée jusqu'au moment où la Royal Navy en aura les moyens, en février 1941. Cependant, dès novembre, un officier britannique se rend à Aden pour commencer à préparer une opération visant à faire sauter le chemin de fer reliant Djibouti à Dire Dawa. Au bout du compte, l'Opération Marie est abandonnée, car les autorités britanniques estiment alors qu'il faut faire preuve de diplomatie avec les Vichystes. 
Le 24 mars 1941, dans le but d'empêcher une retraite italienne du Somaliland britannique occupé, les Britanniques bombardent une partie de la ligne de chemin de fer Djibouti - Addis-Abeba ce qui provoque des tirs antiaériens français nourris. Dès lors, les forces britanniques en lutte contre les Italiens resserrent le blocus de la colonie et une famine s'installe. Les maladies liées à la malnutrition font de nombreuses victimes dont 70% de femmes et d'enfants. Les habitants nomment le blocus le carmii, un mot désignant un type de sorgho habituellement réservé au bétail, mais utilisé comme aliment par la population au plus fort de la famine. 

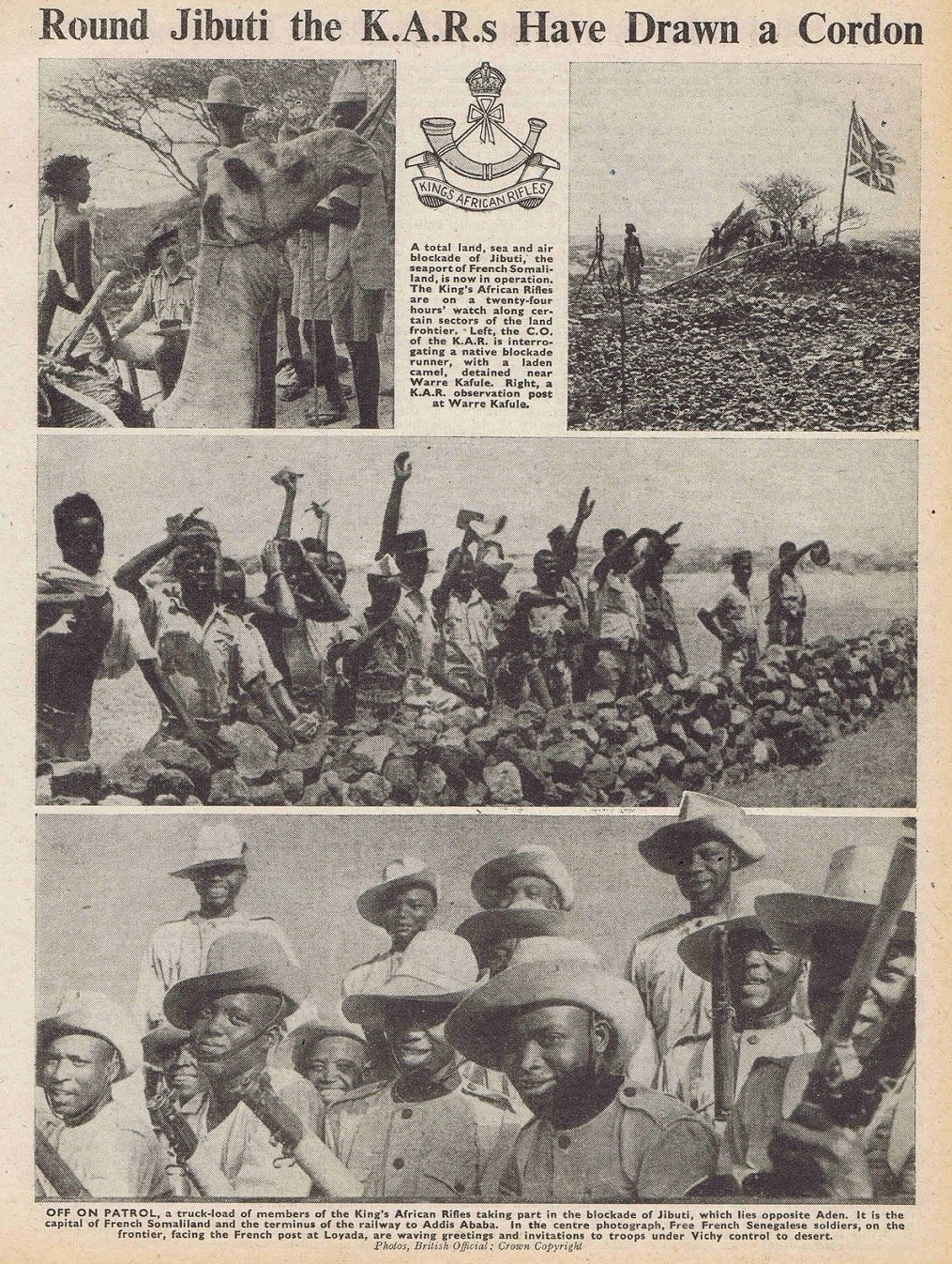
Photos illustrant le blocus britannique.

En mars 1941, alors que les Forces françaises libres font face à la garnison vichyste de Djibouti, les Britanniques modifient leur approche afin de « rallier la Somalie française à la cause alliée sans effusion de sang ». Les Forces françaises libres sont chargées d'organiser un ralliement volontaire par la propagande. Wavell estime que si des pressions britanniques trop importantes sont appliquées, le ralliement semblerait contraint. Il préfère donc laisser la propagande jouer en faveur des Britanniques et débarquer des vivres en quantité réduite sous un contrôle strict. Dans le cadre de cette guerre de propagande, des journaux concurrents sont créés : les Français libres publient Djibouti Libre et l'introduisent clandestinement dans la colonie, tandis que les autorités vichystes publient le journal officiel Djibouti Français. 
En avril, après la chute d'Addis-Abeba, les Britanniques tentent de négocier avec Nouailhetas le transport de prisonniers de guerre italiens par la voie ferrée Djibouti - Addis-Abeba et leur évacuation par le port de Djibouti. Le 1er mai, Nouailhetas télégraphie à Aden pour informer les Britanniques qu'il a reçu l'autorisation de Vichy pour négocier. Le 8 mai, le général Alan Cunningham répond avec ses propositions, mais sans s'engager. 
La politique d'incitation au ralliement n'ayant pas d'effet immédiat, Wavell suggère de négocier avec Nouailhetas afin d'obtenir l'utilisation du port et de la voie ferrée. La suggestion est acceptée par le gouvernement britannique mais, à cause des concessions accordées au régime de Vichy en Syrie et au Liban, des propositions sont faites pour envahir la colonie à la place. Le 8 juin, un ultimatum est lancé à Nouailhetas. Wavell promet de lever le blocus et de fournir un mois de provisions à la colonie si elle se rallie à De Gaulle ; dans le cas contraire, il menace de renforcer le blocus. Des tracts sont largués pour informer les habitants de la Côte française des Somalis des conditions britanniques. Nouailhetas écrit à Aden le 15 juin au sujet du taux élevé de mortalité infantile dû à la malnutrition sur le territoire, mais rejette les conditions britanniques. Les Britanniques envisagent un projet d’invasion de Djibouti, mais renoncent finalement parce qu’ils ne sont pas en mesure d'aligner les troupes nécessaires et souhaitent ménager la population française locale, dont ils continuent d'espérer le ralliement à la France libre. Le 2e bataillon des Tanganyika Rifles du King's African Rifles (KAR), composé de troupes du territoire du Tanganyika, est à cette époque déployé le long des routes Zeila - Loyada et Ayesha - Dewele. 
Après la guerre, De Gaulle a affirmé que la Grande-Bretagne avait l’intention de placer la Côte française des Somalis dans sa sphère d’influence, ce qui explique les réticences britanniques à utiliser la force pour libérer un territoire qui se rendrait nécessairement à ses forces à la fin de la guerre. Lorsque les négociations reprennent avec Nouailhetas plus tard dans l’été, les Britanniques proposent d’évacuer la garnison et les civils européens vers une autre colonie française à la capitulation. Le gouverneur français les informe qu'il lui faudrait détruire les chemins de fer et les installations portuaires de la colonie avant de se rendre. Fin novembre, des vols en provenance d'Italie atterrissent encore à Djibouti . Le 11 décembre, un chasseur britannique Mohawk et un chasseur français Potez 631 engagent un combat au-dessus de l'aérodrome britannique d'Ayesha. 
Après l'échec des négociations et la défaite finale des forces italiennes sur le terrain en juillet 1941, à l'exception du général Guglielmo Nasi lors de la bataille de Gondar, la colonie française est totalement encerclée et isolée par des forces britanniques hostiles. Tous les chevaux, ânes et chameaux ont été consommés, ainsi que tous les fruits et légumes frais. Le béribéri et le scorbut se répandent et de nombreux habitants se sont réfugiés dans le désert, laissant leurs enfants aux soins des missions catholiques. Le médecin-chef de l'hôpital s'est suicidé par désespoir. Seuls quelques boutres arabes réussissent à briser le blocus entre Djibouti et Obock et seuls deux navires français de Madagascar parviennent au même résultat. La déclaration de guerre japonaise contre l'Empire britannique et les États-Unis du 7 décembre 1941 donne un répit à la colonie, les Britanniques sont en effet obligés d'envoyer à l'est les navires participant au blocus, et n'en laissent que deux sur place,. 
Pendant six mois (juin 1941 - janvier 1942), Nouailhetas reste disposé à accorder des concessions concernant les facilités portuaires et le chemin de fer, mais ne tolère pas l'ingérence de la France libre. En octobre, le blocus est passé en revue, mais aucun changement n’est mis en œuvre avant le début de la guerre avec le Japon. Le 2 janvier 1942, le gouvernement de Vichy propose l'utilisation du port et de la voie ferrée, sous réserve de la levée du blocus, mais les Britanniques refusent. Dans le même temps, en raison de la facilité accrue du commerce par boutre, même le blocus terrestre de la colonie est levé le 15 janvier 1942,. Les Britanniques mettent fin unilatéralement au blocus en mars 1942. 

## Ralliement et libération

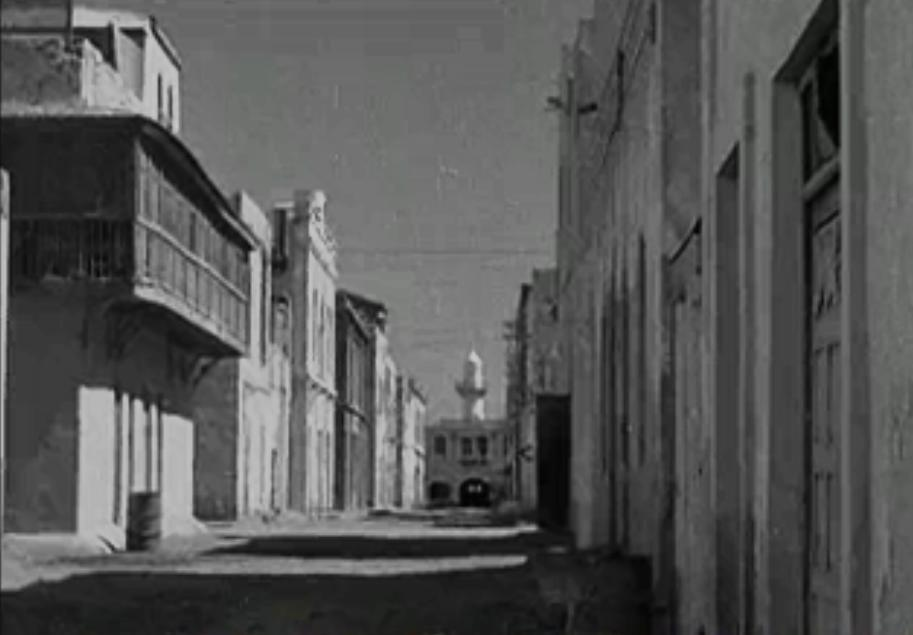
Une rue de Djibouti dans les années 1940.

En 1941, quelques défections ont lieu à Djibouti, comme celle de Youssouf Aptidon Darar. Des pilotes de l'Armée de l'Air se réfugient à Aden pour rejoindre l'Escadrille française d'Aden fondée par Jacques Dodelier. Le capitaine Edmond Magendie commence à former les sous-officiers qui constitueront l'épine dorsale du 1er bataillon de tirailleurs somalis, qui combattra par la suite en Europe. Des sloops français libres participent également au blocus. William Platt, commandant en chef du East Africa Command donne le nom de code « Pentagone » aux négociations en vue de la reddition de la Côte des Somalis car elles se jouent entre cinq parties : lui-même, le gouverneur de Vichy, les Français libres, le ministre plénipotentiaire britannique à Addis Abeba et les États-Unis. Le consul américain à Aden, Clare Timberlake parvient même à convaincre le gouverneur britannique par intérim, John Hall, de persuader Frederick Hards qui commande les forces britanniques à Aden, de l'emmener à Djibouti pour interroger Nouailhetas avant son renvoi. Les Américains finiront par s'excuser pour cette ingérence. 
C'est seulement après la bataille de Madagascar (septembre-novembre 1942) et le débarquement allié en Afrique française du Nord (novembre 1942) qu'un tiers de la garnison de Djibouti, le premier bataillon de tirailleurs sénégalais dirigé par le chef de bataillon Georges Charles Raymond Raynal franchit la frontière et rallie la Somalie britannique. Ceci incite le nouveau gouverneur, Christian Raimond Dupont, à proposer aux Britanniques un accord économique sans reddition, ce qui est rejeté. Il est informé que si la colonie se rend sans coup férir, la souveraineté française sera respectée après la guerre. Dupont décide donc de capituler et les troupes du chef de bataillon Raynal rentrent à Djibouti le 26 décembre 1942, ce qui clôt la libération. La passation de pouvoir officielle a lieu à le 28 décembre à 10h00. 
André Bayardelle est le premier gouverneur nommé par la France libre. Il est transféré de Nouvelle-Calédonie en décembre 1942. Il décide de former le bataillon de tirailleurs somalis qui servira en Europe. Fin 1943, il est transféré à la tête de l'Afrique équatoriale française. Son remplaçant, Raphaël Saller, prend ses fonctions le 13 janvier 1944. Peu après, une commission est créée pour examiner la situation des fonctionnaires et autres collaborateurs restés fidèles à Vichy. En général, seule leur allégeance politique de 1940 à 1942 est prise en compte et les Vichystes sont renvoyés définitivement du service public. Saller est lui aussi appelé à d'autres fonctions et commence une longue carrière au sein de l'administration coloniale d'Afrique occidentale française. Le gouverneur suivant, Jean Chalvet, est remplacé quelques semaines plus tard par Jean Beyries, gouverneur par intérim. La situation à Djibouti commence à se stabiliser mi-1945 lorsqu'un nombre suffisant d'indigènes qui s'étaient réfugiés dans les pays voisins reviennent, permettant au port de fonctionner à nouveau. Le ravitaillement provient d'Éthiopie, de Madagascar et d'Afrique du Nord française. La centrale électrique est en mauvais état et l'alimentation électrique ne fonctionne que par intermittence, tandis que l'infrastructure ferroviaire est délabrée, sa réfection devant attendre l'arrivée de commandes de matériel passées aux États-Unis à la fin de la guerre.

## Liste des gouverneurs pendant la guerre

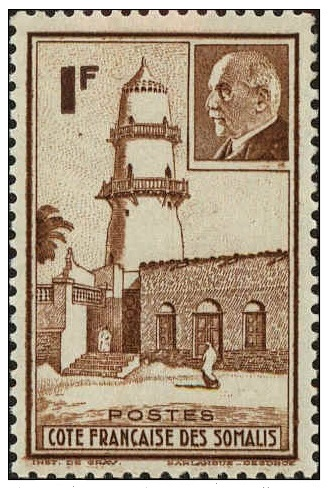
Timbre du régime de Vichy comportant un portrait de Pétain émis en 1941.

- Hubert Deschamps (2 mai 1939 – 25 juillet 1940), auparavant gouverneur par intérim
- Gaëtan Germain (25 juillet – 7 août 1940)
- Pierre Nouailhetas (7 août 1940 – 21 octobre 1942)
- Auguste Truffert (21 octobre – 4 décembre 1942)
- Christian Dupont (4–26 décembre 1942)
- André Bayardelle (30 décembre 1942 – 22 juin 1943)
- Raphaël Saller (13 janvier–1er mai 1944), auparavant gouverneur par intérim
- Jean Chalvet (1er mai 1944 – 30 avril 1946)
- Jean Beyries (14 mai 1944 – décembre 1945), gouverneur par intérim